# 48767 Skamander
48767 Skamander è un asteroide troiano di Giove del campo troiano. Scoperto nel 1997, presenta un'orbita caratterizzata da un semiasse maggiore pari a 5,2233694 UA e da un'eccentricità di 0,0659524, inclinata di 29,04878° rispetto all'eclittica.
L'asteroide è dedicato a Scamandro, divinità fluviale alleata dei Troiani.